# The X-Files: I Want to Believe

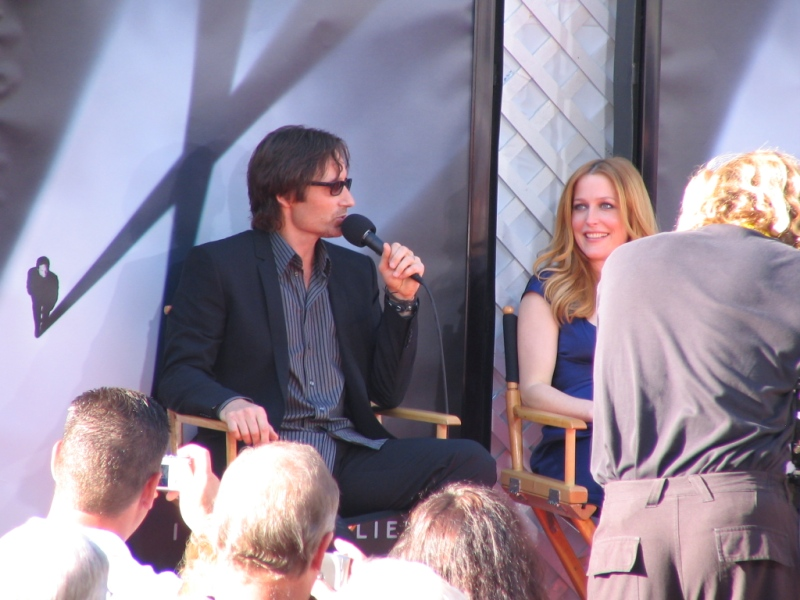
David Duchovny e Gillian Anderson na estréia de The X-Files: I Want to Believe

The X-Files: I Want to Believe (bra: Arquivo X - Eu Quero Acreditar; prt: Ficheiros Secretos: Quero Acreditar) é um filme de ficção científica, dirigido por Chris Carter. Foi o segundo filme da série de TV Arquivo X, depois de The X-Files (1998).
Foi lançado em 24 de julho de 2008 na Austrália e Alemanha, em 25 de julho na América do Norte, em 31 de julho em Israel e Kuwait e em 1 de agosto no Reino Unido. A pré-estreia internacional foi realizada em 23 de julho no Graumans Chinese Theater em Hollywood.

## Sinopse
Quando um grupo de mulheres são sequestradas nas colinas rurais da Virgínia (EUA), as únicas pistas são grotescos restos humanos que começam a aparecer nas encostas nevadas ao longo de uma rodovia. Com Agentes do FBI desesperados por qualquer dica, um padre em desgraça, motivado por visões, coloca O FBI numa caçada que cumina na descoberta de um bizarro experimento secreto que pode ou não estar ligado aos desaparecimentos. Seria um caso típico para o Arquivo X. Mas o FBI fechou o departamento que era formado pelos agentes Fox Mulder (David Duchovny) e Dana Scully (Gillian Anderson),que investigavam tais casos paranormais anos atrás. Os melhores profissionais para o trabalho são os próprios ex-agentes Mulder e Scully, que não têm qualquer desejo de visitar seus passados, mas eles vão acabar investigando mais esse caso para o Arquivo X.